# 甲磺酸甲酯
甲磺酸甲酯（英語： 或 methyl mesylate，缩写MMS）是分子式为C2H6SO3的有机化合物，可用作烷基化试剂和致癌剂，带有生殖毒性以及皮肤、感觉器官毒性，也可用于癌症治疗。